# Funkcja zaprzyjaźniona
Funkcja zaprzyjaźniona – funkcja, która ma dostęp do prywatnych składników klasy.

## Właściwości
- Nie jest ważne w którym miejscu klasy (private, protected, public) zostanie przyjaźń zadeklarowana. Przyjaźnie danej klasy są stosunkowo ważne z punktu widzenia projektanta, stąd też deklaracje przyjaźni zaleca się deklarować na samym początku deklaracji klasy.
- Przyjaźń nie jest dziedziczona.
- Gdy istnieje wiele przeciążonych funkcji, funkcją zaprzyjaźnioną klasy jest tylko ta funkcja, która ma zgodną listę argumentów z zadeklarowaną funkcją zaprzyjaźnioną.
- Funkcja może być przyjacielem wielu klas.
- Funkcją zaprzyjaźnioną może być zarówno funkcja globalna, jak i funkcja składowa innej klasy.
- Funkcja zaprzyjaźniona nie jest składnikiem klasy, która deklaruje przyjaźń.

## Przykład w C++
Dana jest klasa K, funkcja void fun( K& ) która modyfikuje prywatny składnik x obiektu klasy K, oraz klasa Y która ma funkcję składową void Y::fun( K& ) która również modyfikuje prywatny składnik x obiektu klasy K. (brak definicji klasy Y, dla prostoty przykładu) Aby funkcje te mogły modyfikować prywatny składnik x, można go oznaczyć jako publiczny(public), ale wtedy składnik x mogłaby modyfikować każda inna funkcja. Aby zatem pozwolić modyfikować składnik x tylko wybranej/wybranym funkcjom należy jednoznacznie określić którym przez dodanie słowa friend na początku definicji funkcji:
```
 
class
 
K
 
{

   
//poprzez domniemanie jest private: 

   
friend
 
void
 
fun
(
 
K
&
 
);
 
// deklaracja przyjaźni

   
friend
 
void
 
Y::fun
(
 
K
&
 
);
 
// deklaracja przyjaźni funkcji składowej klasy 'Y'

   
int
 
x
;

 
};

 
void
 
fun
(
 
K
&
 
obiekt
 
)
 
{

   
obiekt
.
x
 
=
 
12
;
 
// nie byłoby możliwe to przypisanie bez określenia przyjaźni

   
cout
 
<<
 
obiekt
.
x
;

 
}

```